# The Amazing Spider-Man vs. The Kingpin
The Amazing Spider-Man vs. The Kingpin (ook bekend als Spider-Man Vs. the Kingpin of simpelweg Spider-Man) is een videospel gebaseerd op het Marvel Comics-personage Spider-Man. Het spel is ontwikkeld door Technopop en uitgebracht door Sega voor de Sega Mega Drive/Genesis, Master System, en Game Gear consoles.

## Achtergrond
Alle versies van het spel zijn side-scrolling platformspellen waarin de speler de rol aanneemt van Spider-Man. Hij neemt het op tegen verschillende vijanden zoals Dr. Octopus, Sandman, The Lizard, Hobgoblin, Vulture, Mysterio, Electro, Venom en uiteindelijk de Kingpin. Doel van het spel is de sleutels verzamelen waarmee Spider-Man een nucleaire bom kan ontmantelen. Halverwege het spel wordt Mary Jane Watson ontvoerd door Venom en moet worden gered door Spider-Man.
Tijdens het spelen kan de speler foto’s maken van de gebeurtenissen en deze verkopen aan J. Jonah Jameson om meer webvloeistof voor Spider-Man te kopen.

## Versies
De Sega Genesis-versie werd uitgebracht in 1991 en werd over het algemeen positief ontvangen. Het spel heeft vier moeilijkheidsniveaus. Op het hoogste niveau moet Spider-Man in elk level even met Venom vechten voordat hij de echte eindbaas van dat level tegenkomt.
De 8-Bit Master System-versie verscheen in 1992 en was een van de laatste spellen voor de Master System verkocht in Amerika. Deze versie van het spel had andere tussenfilmpjes en een iets aangepast verhaal. Zo werd in deze versie Mary Jane niet ontvoerd.
De Sega CD-versie kwam uit 1993 en bracht een aantal verbeteringen aan in het spel als gevolg van de extra geheugencapaciteit van het cd-rom systeem. Zo werden er tussenstukjes toegevoegd die voorzien waren van stemmen. Tevens bevatte deze verise van het spel twee extra levels. Extra vijanden in deze versie van het spel zijn Bullseye en Typhoid Mary.

## Ontvangst
| Beoordeeld door       | Datum             | Score |
| --------------------- | ----------------- | ----- |
| GameHall              | 17 mei 2007       | 90%   |
| Sega-16.com           | 9 juli 2004       | 90%   |
| The Video Game Critic | 21 september 2000 | 83%   |
| GamePro (USA)         | oktober 1993      | 80%   |
| Just Games Retro      | 10 juli 2012      | 80%   |
| Mega Fun              | april 1994        | 71%   |
| High Score            | juli 1994         | 40%   |